# Count Lasher
Count Lasher, właśc. Terence Parkins (ur. 1926 w Kingston, zm. 1977 tamże) – jamajski gitarzysta i wokalista, wykonawca zarówno klasycznej, jak i "miejskiej" odmiany muzyki mento; pomimo iż był najpopularniejszym muzykiem "złotej ery mento", nie zachowała się żadna jego nota biograficzna.

## Dyskografia

### Single (lata 50.)
- "Sam Fi Man" / "Things Gone Up" (Motta's Recording Studio)
- "Mango Time" / "Breadfruit Season" (Motta's Recording Studio)
- "Water The Garden" / "Trek To England" (Motta's Recording Studio)
- "Two Timing Lennie" / "The Saturday March" (Motta's Recording Studio)
- "Pick Your Choice" / "Shepherd Rod" (Motta's Recording Studio)
- "Perfect Love" / "Mother Bad Mine" (Motta's Recording Studio)
- "Man A Yard" / "The Ole Man's Drive" (Motta's Recording Studio)
- "You Got To Pay" / "Time For A Change" (Motta's Recording Studio)
- "Calypso Cha Cha Cha" / "Perseverance" (Caribou Records)
- "Slide Mongoose" / "Miss Constance" (Caribou Records)
- "Calabash" / "Dalvey Gal - Parson" (Caribou Records)
- "Talking Parrot" / "Doctor" (Kalypso Records)
- "Sally Brown" / "Cinemascope" (Kalypso Records)
- "Man With The Tool" / "Final Decision" (Melotone Records)
- "Lasher Rides Again" / "Love Friction" (Melotone Records)
- "Fish And Ackee" / "Please Louise" (Melotone Records)
- "Robusta Banana" / "Mo-Bay Chinaman" (Chin's Records)
- "Jamaica Bananas" / "Don't Fool Roun' Me Gal" (Chin's Records)
- "Jolly Jolly Shilling" / "Count Lasher Rides" (Lasher Disc Records)
- "Natta Bay Road" / "Female Boxer" (Lasher Disc Records)

### Single (lata 60.)
- "Hooligans" / "Jump Independently" (Dutchess Records)
- "Ring Ding '67" / "Winnie The Whip" (PEP Records)
- "Dry Weather House" / "Tribute To Sobers" (SEP Records)
- "Peace, Peace, Peace" / "Things Gone Up" (SEP Records)

### Single (lata 70.)
- "A Change Me Mind" / "Ethiopian (Ver.)" (Bongo Man Records)
- "Clean Face Rasta" / "Rasta Dub" (Bongo Man Records)
- "Font Hill Duppy" / "Duppy Dub" (Bongo Man Records)
- "Time To Saw" / "Dub Time" (Money Disc Records)
- "Water The Garden" / "Tenor In The Garden" (Sight & Sound Records)